# گمینا شوینچیخووا
گمینا شوینچیخووا (به لهستانی:  Gmina Święciechowa) یک گمینا در لهستان است که در شهرستان لشنو واقع شده‌است. گمینا شوینچیخووا ۱۳۴٫۹۷ کیلومتر مربع مساحت و ۷٬۰۸۸ نفر جمعیت دارد.

## خواهرخوانده
شهر گروسهابرسدورف خواهرخواندهٔ گمینا شوینچیخووا هست.